# Рудюк Володимир Миколайович
Володимир Миколайович Рудюк (нар. 22 квітня 2000, с. Шмирки, Хмельницька область, Україна) — український футболіст, центральний півзахисник львівського «Руху», який виступає в оренді за франківське «Прикарпаття».

## Клубна кар'єра
Народився в селі Шмирки Хмельницької області. У ДЮФЛУ виступав за хмельницьке «Поділля» (2012—2013) та львівські «УФК-Карпати» (2013—2017). У сезоні 2017/18 років дебютував за юнацьку команду «Карпат», а наступного сезону — в молодіжній команді. Через високу конкуренцію в першій команді «левів» дебютувати так і не зміг.
У середині вересня 2020 року став гравцем «Руху». У сезоні 2020/21 років виступав за молодіжну команду клубу. По одному разу потрапляв до заявки на матч Прем'єр-ліги та кубку України, але в обох випадках залишався на лаві запасних.
У середині липня 2021 року відправився в оренду до завершення сезону в «Прикарпаття». У футболці франківського клубу дебютував 24 липня 2021 року в переможному (6:0) виїзному поєдинку 1-го туру Першої ліги України проти «Ужгорода». Володимир вийшов на поле в стартовому складі та відіграв увесь матч, а на 34-ій та 74-ій хвилині відзначився першими голами в дорослому футболі.

## Кар'єра в збірній
25 вересня 2016 року дебютував у футболці юнацької збірної Україна (U-17) в програному (0:1) поєдинку юнацького чемпіонату Європи (U-17) проти однолітків з Туреччини. Рудюк вийшов на поле в стартовому складі, а на 52-ій хвилині його замінив Олексій Кащук.